# لودویکو اناودی
لودُویکو اِیناودی (به ایتالیایی: Ludovico Einaudi)، (زادهٔ ۱۹۵۵ ۲۳ نوامبر در تورینو، شمال‌غربی ایتالیا) آهنگساز و پیانیست معاصر ایتالیایی است. مادرش، رِناتا آلدِرُواندی، نقش مهمی برای او در یادگیری پیانو در کودکی داشته‌است.
پس از تحصیل موسیقی در کنسرواتوار میلان، در ۱۹۸۲ مدرک آهنگسازی گرفت. همان سال، نزد لوچانو بِریُو تحصیل کرد و برندۀ بورس تحصیلی در جشنواره موسیقی تَنگِلوود شد.
پس از تحصیل در کنسرواتوار میلان، و با بریو، چندین سال را به آهنگسازی در فرم‌های سنتی پرداخت. در میانۀ ۱۹۸۰، او به جست‌وجو و بیان شخصی‌تر در آثاری برای رقص، چندرسانه‌ای و برای پیانو پرداخت.
فضای موسیقی او، فکری، اغلب درون‌گرا و مینیمالیستی، موسیقی جهان، و پاپ معاصر بوده‌است. او برندۀ چهار جایزه بین‌المللی در موسیقی فیلم شده‌است.
پدر او جولیو ایناودی، ناشر، و پدربزرگش، لوئیجی ایناودی، رئیس‌جمهور ایتالیا در سال‌های ۱۹۴۸ تا ۱۹۵۵ بودند. او در حال حاضر در تاکستانی در پیِه‌مونته (شمال‌غربی ایتالیا) زندگی می‌کند.
ایناودی، اردیبهشت ۱۳۹۷ برای اجرای سه کنسرت از ۴ تا ۶ اردیبهشت در تالار وزارت کشور تهران به ایران آمده بود. 
از موسیقی متن فیلم‌هایی که او ساخته است، می‌توان به نور چشمانم و پدر اشاره کرد. یک بامداد (به ایتالیایی: Una mattina)، از معروف‌ترین آثارش با پیانوست. 